# Andy Muschietti
Andrés (Andy) Muschietti (Vicente López (Buenos Aires), 26 augustus 1973) is een Argentijns filmregisseur en scenarioschrijver.
Muschietti is van Italiaanse afkomst en werd in 1973 in Argentinië geboren. Na ongeveer tien jaar in Barcelona te hebben gewoond en enkele reclamespotjes te hebben geregisseerd, belandt hij dankzij de interesse van Guillermo del Toro in 2013 in Hollywood met de horrorfilm Mama, die hij regisseerde en schreef met zijn zus Bárbara Muschietti en Neil Cross. De film, gebaseerd op een drie minuten durende korte film van hem in 2008 en kost 15 miljoen dollar, heeft een brutowinst van in totaal 146 miljoen dollar.
In 2015, na het vertrek van Cary Fukunaga, werd hij gekozen om de film It te regisseren, een nieuwe bewerking, na de  miniserie uit 1990, van de originele roman van Stephen King. In 2019 werd hij aangekondigd als de nieuwe regisseur van  de film The Flash, onderdeel van het DC Extended Universe.

## Filmografie

### Film
| Jaar | Titel          | Filmregisseur | Scenarioschrijver |
| ---- | -------------- | ------------- | ----------------- |
| 2013 | Mama           |               |                   |
| 2017 | It             |               |                   |
| 2019 | It Chapter Two |               |                   |
| 2022 | The Flash      |               |                   |

### Televisie
| Jaar      | Titel       | Uitvoerend producent |
| --------- | ----------- | -------------------- |
| 2020-2021 | Locke & Key |                      |